# ليونارد في. فايندر
ليونارد في. فايندر (بالإنجليزية: Leonard Victor Finder)‏ هو ناشر ومحامي وصحفي أمريكي، ولد في 27 يونيو 1910 في شيكاغو في الولايات المتحدة، وتوفي في 3 يوليو 1969 في ساكرامنتو في الولايات المتحدة.